# Pratique
 (avril 2023).
Si vous disposez d'ouvrages ou d'articles de référence ou si vous connaissez des sites web de qualité traitant du thème abordé ici, merci de compléter l'article en donnant les références utiles à sa vérifiabilité et en les liant à la section « Notes et références ».
Une pratique est une façon de procéder dans la réalisation d'une action ou peut qualifier une action particulière.[réf. nécessaire]